# Кгалагади (Ботсвана)
Вижте пояснителната страница за други значения на Кгалагади.
Кгалагади (на английски: Kgalagadi) е област в югозападна Ботсвана и граничи с РЮА и Намибия. Столицата е град Тшабонг. Площта на областта е 105 200 квадратни километра и има население от 57 300 души (по изчисления за август 2018 г.). Обширни територии от Кгалагади са заети от пустинята Калахари. Една трета от територията на областта попадат в Кгалагадския презграничен парк, който е разположен и в РЮА. Кгалагади е разделена на две подобласти.